# Nilus rossi
Nilus rossi là một loài nhện trong họ Pisauridae. Chúng được Mary Agard Pocock miêu tả năm 1902.